# Džalilabadski rajon
Džalilabadski rajon (azerski: Cəlilabad rayonu) je jedan od 66 azerbajdžanskih rajona. Džalilabadski rajon se nalazi na jugu Azerbajdžana te graniči s Iranom. Središte rajona je Džalilabad. Površina Džalilabadskog rajona iznosi 1.440 km². Džalilabadski rajon je prema popisu stanovništva iz 2009. imao 192.320 stanovnika, od čega su 94.962 muškarci, a 97.358 žene.
Džalilabadski rajon se sastoji od 119 općina.